# Szemsávos bozótkakukk
A szemsávos bozotkakukk (Centropus superciliosus) a madarak osztályának kakukkalakúak (Cuculiformes) rendjébe, ezen belül a kakukkfélék (Cuculidae) családjába tartozó faj.

## Előfordulása
Afrikában, a Szahara alatti területeken honos. Vízközeli, sűrű fűvel benőtt térségek, bokrosok talajon élő lakója.

## Alfajai
- Centropus superciliosus superciliosus
- Centropus superciliosus burchelli
- Centropus superciliosus fasciipygialis
- Centropus superciliosus loandae
- Centropus superciliosus sokotrae

## Megjelenése
Testhossza 40 centiméter. Karcsú testű, lekerekített szárnyú, hosszú farkú madár. Barna szem- és fehér szemőldőksávja van. Torka és hasi része fehér, háti része barna, fehér mintázattal.

## Életmódja
A talajon keresgéli rovarokból és kisebb állatokból és madarak tojásából álló táplálékát.

## Szaporodása
Nem fészekparazita, nádra vagy bokrokra készíti fészkét.

## Külső hivatkozások
- Képek az interneten a fajról
- Ibc.lynxeds.com – videók a fajról